# SMS Helgoland (1909)
La SMS Helgoland, fu la prima nave della sua classe della Kaiserliche Marine. Il progetto dell'Helgoland era un miglioramento del precedente, rappresentato dalla Classe Nassau, caratterizzato dall'installazione di cannoni di maggior calibro, che passarono da 280 mm sulle Nassau a 305 mm sull'Helgoland. Lo scafo fu impostato l'11 novembre 1908 presso il cantiere navale Howaldtswerke di Kiel. Fu varata il 25 settembre 1909 ed entrò in servizio il 23 agosto 1911.
Fece parte della linea da battaglia della Hochseeflotte nelle varie sortite contro la Royal Navy nel mare del Nord, durante la prima guerra mondiale. Fu presente, in alcune azioni, nel mar Baltico contro la marina imperiale russa, compresa la battaglia del golfo di Riga dell'agosto 1915, dove assolse compiti di copertura. L'Helgoland combatté nella battaglia dello Jutland il 31 maggio – 1º giugno 1916, dove, essendo schierata al centro della linea da battaglia tedesca, non subì gravi danni come le navi delle due squadre dell'avanguardia, le König e le Kaiser. Alla fine della guerra, fu ceduta, come indennità di guerra, alla Gran Bretagna e venne demolita all'inizio degli anni venti. Il suo stemma è conservato presso Militärhistorisches Museum der Bundeswehr (il museo storico dell'esercito tedesco) di Dresda.

## Costruzione

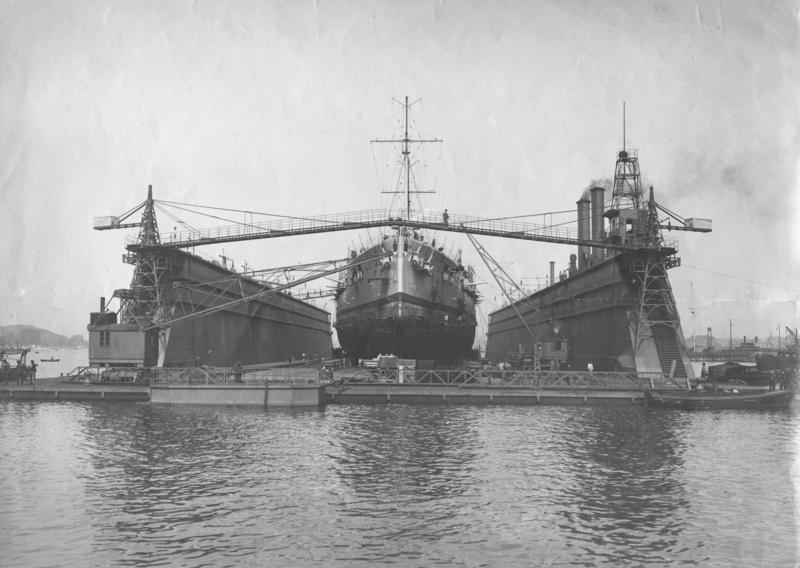
L' Helgoland in un bacino di carenaggio galleggiante.

L'Helgoland fu ordinata dalla Kaiserliche Marine con la denominazione provvisoria Ersatz Siegfried, come sostituta della corazzata costiera SMS Siegfried. Il contratto per la costruzione della nave fu vinto dal cantiere Howaldtswerke di Kiel che gli assegnò la numerazione di cantiere 500. I lavori sullo scalo del cantiere iniziarono il 24 dicembre 1908, e la nave fu varata meno di un anno dopo, il 25 settembre 1909. L'allestimento, comprendente la realizzazione delle sovrastrutture e l'installazione dell'armamento, durò fino all'agosto 1911. L'Helgoland, denominata così per le isole strategiche per la difesa del canale di Kiel, entrò in servizio nella Hochseeflotte il 23 agosto 1911, a meno di tre anni dall'inizio dei lavori. 
La nave aveva una lunghezza fuori tutto di 167,2 m, era alta 28,5 m, aveva un pescaggio di 8,94 m e dislocava 24.700 t a pieno carico. Era propulsa da tre motori a vapore a quattro cilindri a tripla espansione, che consentivano una velocità massima di 20,8 nodi. L'Helgoland trasportava 3.200 t di carbone, che gli consentivano un'autonomia di 5.500 miglia alla velocità di 10 nodi. Dopo il 1915 le caldaie furono modificate per poter bruciare anche nafta con queste modifiche, la nave era in grado di trasportare 197 t di nafta.
L'Helgoland era dotata di una batteria principale composta da dodici cannoni 30,5 cm SK L/50  in sei torrette binate, una a prua, una a poppa, e due su ogni bordo della nave poste in quadrato. L'armamento secondario era costituito da quattordici cannoni 15 cm SK L/45 ed altrettanti 8,8 cm SK L/45. Dopo il 1914, due delle armi da 8,8 cm furono rimpiazzate con due cannoni pari calibro antiaerei. L'Helgoland era anche dotata di sei tubi lanciasiluri da 50 cm di calibro.

## Servizio
Dopo l'entrata in servizio, l'Helgoland sostituì la corazzata pre-dreadnought SMS Hannover nel I. Geschwader (I° squadra da battaglia). Il 9 febbraio 1912, l'equipaggio dell'Helgoland batté il record tedesco di carico del carbone, caricando 1.100 t di carbone in due ore; superando il precedente record tenuto da una nave della classe Nassau, la SMS Posen. Il Kaiser Guglielmo II di Germania inviò un telegramma di congratulazioni. In marzo, si tennero delle manovre di flotta nel Mare del Nord, seguite da un'altra esercitazione in novembre negli stretti dello Skagerrak e Kattegat. L'anno seguente vide la flotta seguire un simile programma di esercitazioni, con in più una crociera estiva verso la Norvegia.

### Crociera del 1914

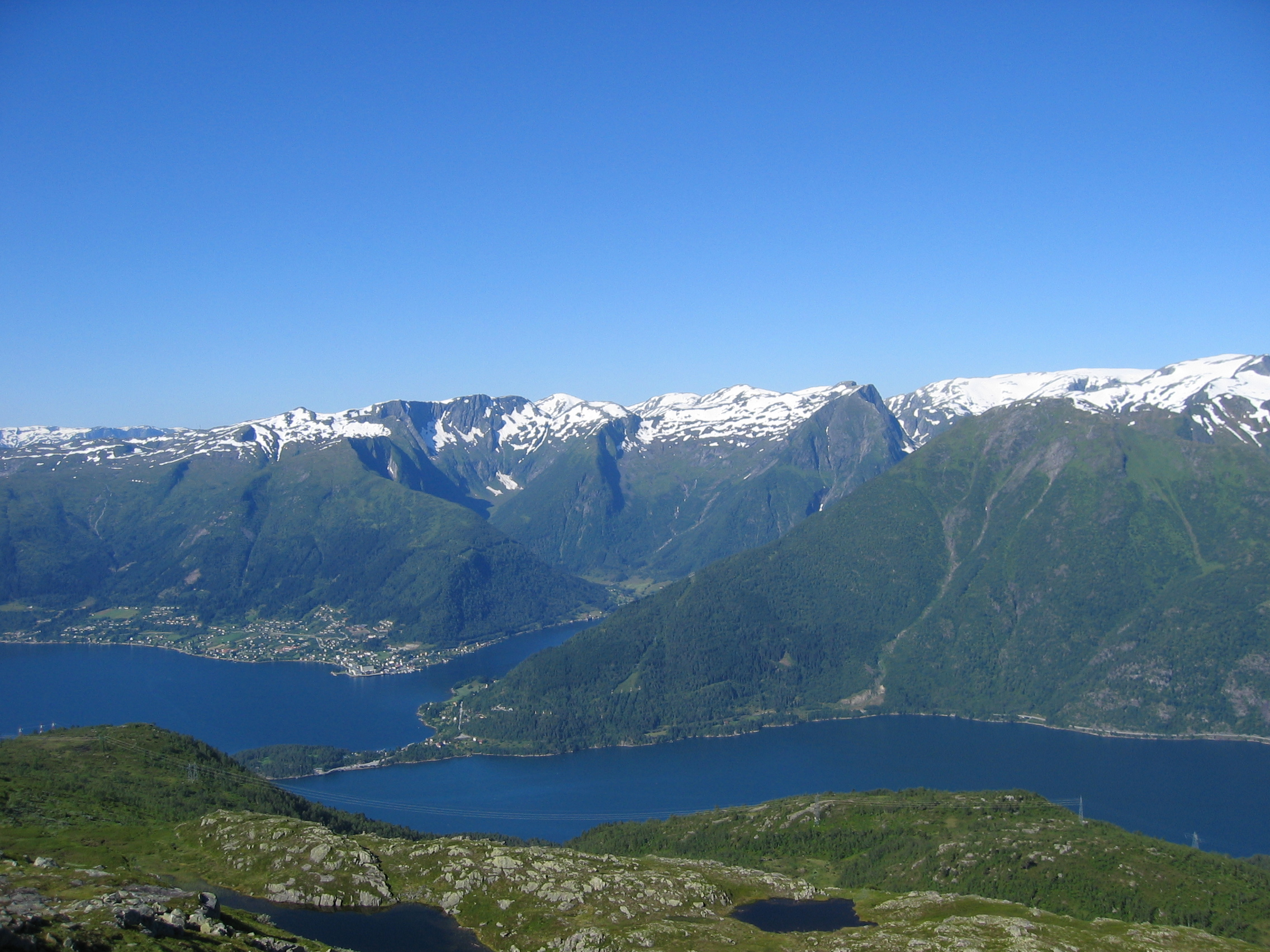
Veduta del fiordo, con il villaggio di Balholm sulla riva opposta

Il 10 luglio 1914, l'Helgoland salpò dall'estuario dello Jade per prendere parte alla crociera d'addestramento estiva verso le acque norvegesi. La flotta, scortata da numerosi sommergibili, si riunì al largo dello Skagen il 12 luglio per addestrarsi all'uso dei siluri, manovre in singolo, e tecniche di combattimento notturno. la flotta arrivò nel fiordo Sognefjord il 18 luglio, ma l'Helgoland dovette aspettare fino a dopo la mezzanotte la scorta di una pilotina che la condusse nelle difficili acque del fiordo. L'Helgoland si unì alla SMS Friedrich der Grosse, all'incrociatore leggero SMS Magdeburg, ed allo yacht dell'Imperatore, il SMY Hohenzollern di fronte al villaggio di Balholm.
Lo stesso giorno, l'Helgoland caricò 1.250 t di carbone da una carboniera norvegese. La mattina dopo, l'Helgoland fu raggiunta dalla sua omologa SMS Oldenburg, e le due navi ripartirono insieme verso i porti tedeschi, arrivando la mattina del 22 luglio. la sera del 1 agosto, il capitano annunciò al suo equipaggio che il Kaiser aveva dato ordine di prepararsi alla guerra contro la marina russa.

### Inizio del conflitto mondiale
All'inizio della prima guerra mondiale, l'Helgoland fu assegnata alla I. Division, I. Geschwader (I° divisione, I° squadra da battaglia). Il 9 agosto l''Helgoland fu ormeggiata al largo dell'isola fortificata di Wangerooge, per la difesa della base navale Wilhelmshaven insieme a una schiera di incrociatori e campi minati. Le caldaie dell'Helgoland furono tenute in pressione continuamente in modo da permettere alla nave una pronta risposta all'eventuale allarme. Dopo quattro giorni, il 13 agosto, tornò a Wilhelmshaven per rifornirsi. Nei giorni successivi, iniziarono ad arrivare i riservisti della marina mobilitati per completare gli equipaggi in assetto di guerra.

### Operazioni nel Mare del Nord

#### Battaglia dell'Helgoland Bight
Il primo grande scontro navale nel Mare del nord, la Battaglia di Helgoland, si svolse il 28 agosto 1914. L'Helgoland fu ancora posta di guardia al largo dell'isola di Wangerooge. Nonostante la sua vicinanza al luogo degli scontri, non fu inviata in soccorso degli incrociatori tedeschi sotto attacco, poiché non poteva essere lanciata in un attacco non coordinato contro forze britanniche superiori. Le fu ordinato, invece, di gettare l'ancora ed attendere il cambio, la SMS Thüringen  Alle 16:30, l'Helgoland ricevette l'ordine di congiungersi con la SMS Ostfriesland ed uscire in mare. Alle 17:00, le due navi da battaglia incrociarono i due incrociatori gravemente danneggiati, il SMS Frauenlob ed il SMS Stettin. Per le 19:30, le navi tornarono in porto per la notte. Tre giorni dopo, il 31 agosto, l'Helgoland fu ormeggiata presso uno scalo per manutenzione. Il pomeriggio del 7 settembre, si unì al resto della Hochseeflotte per condurre un'esercitazione al largo dell'isola di Heligoland.

#### Bombardamento di Scarborough, Hartlepool e Whitby

La posizione reciproca delle flotte in campo la mattina del 16 dicembre

La prima azione di flotta a cui l'Helgoland prese parte fu il bombardamento di Scarborough, Hartlepool e Whitby del 15–16 dicembre 1914. L'azione fu condotta dagli incrociatori da battaglia del I. Aufklärungsgruppe (I gruppo da ricognizione); l'Helgoland e le altre navi da battaglia della hochseeflotte seguirono a distanza, in appoggio degli incrociatori da battaglia dell'ammiraglio Franz von Hipper. Friedrich von Ingenohl, il comandante della Hochseeflotte, rimase ad incrociare in attesa a circa 130 miglia ad est del porto di Scarborough.
La Royal Navy, che era recentemente giunta in possesso dei codici di trasmissione tedeschi grazie alla cattura, da parte dei russi del l'incrociatore SMS Magdeburg, riuscì a intercettare i messaggi che annunciavano l'operazione, senza, però, il dettaglio dell'esatto obiettivo dell'attacco. I quattro incrociatori da battaglia del viceammiraglio Beatty, scortati dal 3rd Cruiser Squadron (terza squadra incrociatori) e dal 1st Light Cruiser Squadron (prima squadra incrociatori leggeri), insieme al 2nd Battle Squadron (seconda squadra da battaglia) composta da sei navi da battaglia, furono schierate per tendere un'imboscata alla squadra di Hipper. Alle 06:20 del 16 dicembre, i cacciatorpediniere di scorta della squadra di Beatty avvistarono la torpediniera tedesca SMS V155. L'incontro portò ad una confusa battaglia tra gli opposti schieramenti del naviglio sottile tedesco ed britannico, in alcuni casi, a distanza ravvicinata. Al momento del primo contatto tra le flotte nemiche, la squadra delle navi della classe Helgoland era a meno di 10 km dalle navi da battaglia britanniche; quasi alla portata di tiro ma, nel buio, né i tedeschi né i britannici si resero conto della vicinanza delle navi nemiche. L'ammiraglio Ingenohl, conscio degli ordini diretti del Kaiser che richiedevano una sua diretta approvazione per rischiare la flotta in battaglia, si convinse di avere di fronte la scorta della Grand Fleet e non di una piccola avanguardia, e così dopo 10 dai primi contatti tra caccia, ordinò una virata a sud-est. Il procedere degli scontri ritardarono l'esecuzione della virata, ma per le 06:42, fu eseguita. Per circa 40 minuti, le due flotte seguirono due rotte parallele. Alle 07:20, Ingenohl ordinò un'altra virata a sinistra, che mise la sua flotta in rotta verso le basi di partenza in Germania.

#### Addestramento a Kiel
Il 17 gennaio, Ingenohl ordinò all'Helgoland di portarsi in bacino per manutenzione, ma, solo tre giorni dopo riuscì a raggiungere il bacino di carenaggio a causa delle difficoltà a superare le chiuse del canale. A metà gennaio ripartì dal bacino; il suo posto fu occupato dall'incrociatore corazzato SMS Roon. Il 10 febbraio, l'Helgoland insieme alle navi del I. Geschwader uscì da Wilhelmshaven verso Cuxhaven, ma la fitta nebbia impedì alla squadra di procedere per due giorni. Le navi si ancorarono al largo di Brunsbüttel prima di percorrere il Canale di Kiel. Il primo marzo furono condotte le esercitazioni di tiro con tutte le armi, compresi i siluri. La notte successiva vennero svolte anche le esercitazioni di tiro notturno. Il 10 marzo la squadra ripercorse le chiuse del canale per tornare a Wilhelmshaven. La nebbia rallentò di nuovo la crociera delle navi che arrivarono solo per 15 marzo.

### Battaglia del golfo di Riga
La Helgoland, e le sue tre pari classe, insieme a le quattro navi da battaglia della classe Nassau furono assegnate alla task force inviata per appoggiare le operazioni tedesche nel Golfo di Riga dell'agosto 1915. La flotta, sotto il comando del vice-ammiraglio Hipper, era composta da le quattro navi da battaglia della classe Helgoland, le quattro navi da battaglia della classe Nassau, e i tre incrociatori da battaglia Moltke, Von der Tann, e Seydlitz, oltre al naviglio minore di scorta. Gli obiettivi erano la distruzione delle forze navali russe dell'area, inclusa la corazzata Slava e, con il posamine Deutschland, bloccare l'entrata dello stretto di Irben (accesso meridionale al Golfo di Riga) con un campo di mine. L'Helgoland e la maggior parte delle grandi navi da battaglia, rimasero fuori dal golfo di Riga per tutta la durata delle operazioni. Le due navi da battaglia SMS Nassau e SMS Posen furono inviate, il 16 agosto, per cercare di affondare la Slava, ma, senza successo. Dopo tre giorni, i campi di mine russi erano stati bonificati, ed il 19 agosto la flotta tedesca entrò nel golfo, ma essendo stata comunicata l'attività dei sottomarini alleati nel Golfo, la flotta si ritirò il giorno seguente.

### Battaglia dello Jutland

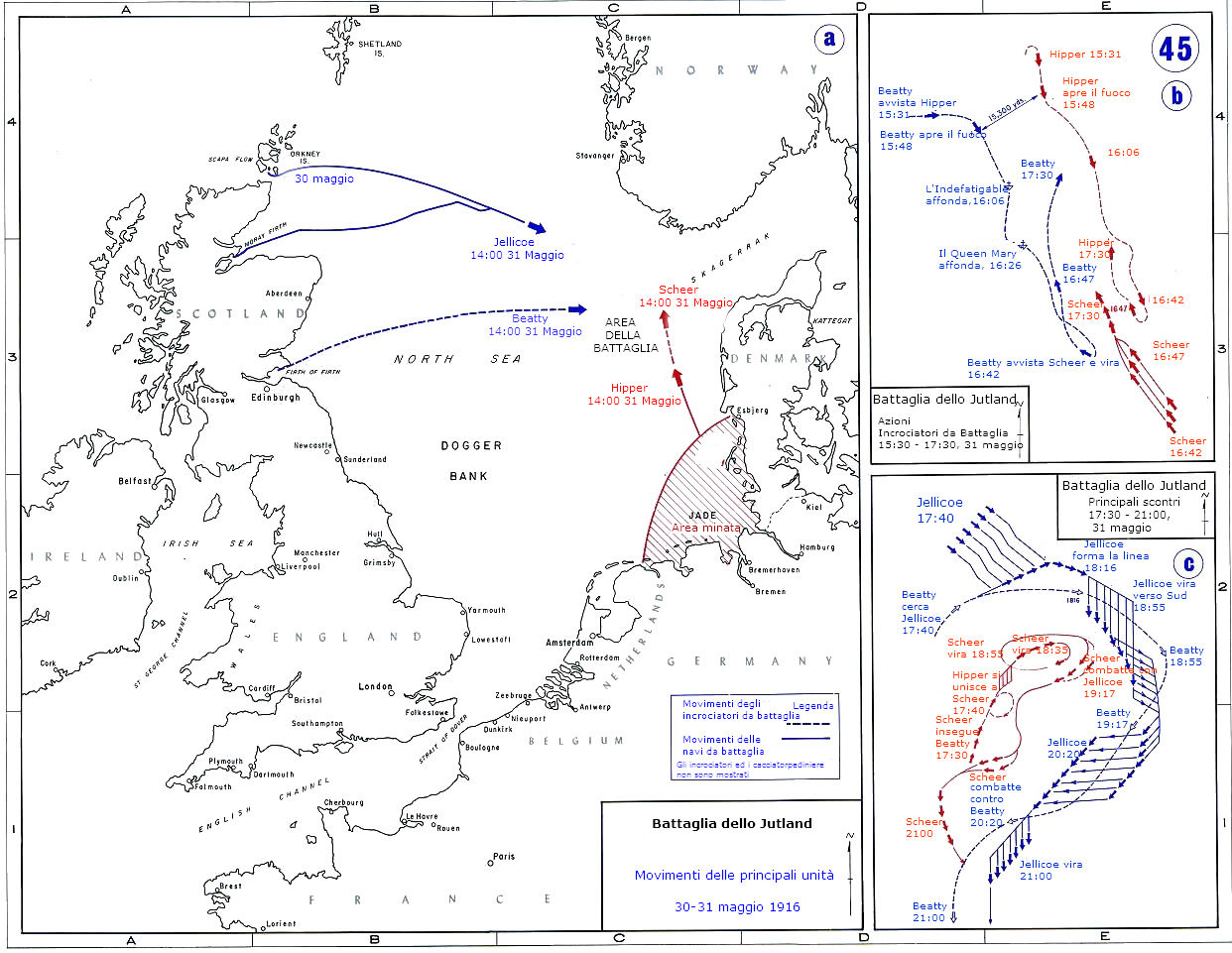
Schema della battaglia dello Jutland

Sotto il comando del Kapitän zur See Friedrich von Kameke, l'Helgoland partecipò alla Battaglia dello Jutland, insieme alle sue tre pari classe nel I. Geschwader. Per la maggior parte dell'azione di fuoco, il I. Geschwader rimase al centro della linea di battaglia tedesca, dietro il III. Geschwader del contrammiraglio Paul Behncke, e precedendo le pre-dreadnought del II. Geschwader del contrammiraglio Franz Mauve.
L'Helgoland, insieme alla sua squadra, aprì il fuoco poco dopo le 18:00. La linea tedesca seguiva una rotta verso sud ed incontrò gli incrociatori HMS Nomad e HMS Nestor (1915), che erano rimasti alla deriva dopo i primi scontri della battaglia. Il Nomad, venne attaccato dalle navi della Classe Kaiser che formavano la testa della linea, esplose ed affondò alle 18:30, seguito, cinque minuti dopo dal Nestor, affondato dal fuoco delle batterie principali e secondarie dell' Helgoland, del Thüringen e di molte altre navi tedesche. Alle 19:20, L'Helgoland e molte altre navi da battaglia, iniziarono a fare fuoco contro la HMS Warspite, che, insieme alle altre navi della Classe Queen Elizabeth che formavano il 5th Battle squadron, erano all'inseguimento degli incrociatori da battaglia tedeschi. Il fuoco ebbe breve durata poiché le navi britanniche sparirono presto dalla vista di quelle tedesche; L'Helgoland era riuscita a sparare solo 20 proietti di grosso calibro.
Alle 20:15, durante il terzo Gefechtskehrtwendung, l'Helgoland fu colpita a prua da un proietto perforante da 381 mm, lanciato o dalla HMS Barham o dalla HMS Valiant (1914). Il proietto colpì la corazza di murata 0,8 m sopra la linea di galleggiamento, dove lo spessore era di soli 15 cm. Il proietto si frantumò all'impatto, ma riuscì ad aprire una falla larga 1,4 m. fece cadere una pioggia di schegge sul bordo di sinistra, contro il cannone da 15 cm all'estrema prua, che però, rimase operativo. Circa 80 t d'acqua vennero imbarcate dalla falla.
Per le 23:30, la Hochseeflotte aveva assunto la formazione di crociera notturna. L'ordine della linea era stato quasi completamente invertito, con le quattro navi della classe Nassau in testa, seguite direttamente da quelle della classe Helgoland, seguite dalle Kaiser e dalle König. in coda erano rimaste le più vecchie navi del II: Geschwader; gli incrociatori da battaglia tedeschi, gravemente danneggiati, procedevano fuori formazione. Intorno alla mezzanotte del primo giugno, le Helgoland- e le Nassau al centro della linea tedesca incontrarono la 4th Destroyer Flotilla (4ºflottiglia di cacciatorpediniere) britannica. La flottiglia si disimpegnò per riorganizzarsi ma, attorno alle 01:00, accidentalmente incrociò di nuovo la linea tedesca. L'Helgoland e la Oldenburg aprirono il fuoco contro i primi due caccia. L'Helgoland sparò sei salve con le sue batterie secondarie contro il caccia Fortune fino alla sua completa distruzione. Poco dopo, l'Helgoland aprì il fuoco contro un cacciatorpediniere non identificato; L'Helgoland lanciò cinque salve con i suoi cannoni da 15 cm, gli effetti non sono noti. I caccia britannici lanciarono i loro siluri contro le navi tedesche, ma furono evitati con una tempestiva virata verso sinistra.
Tornate in acque tedesche, l'Helgoland e la Thüringen, insieme alle navi della classe Nassau, la SMS Nassau, SMS Posen, e la SMS Westfalen, rimasero a difesa degli accessi all'estuario dello Jade per il resto della notte. Durante la battaglia, ricevette solo danni minori, fu colpita da un solo proietto da 381 mm. Tuttavia dovette andare in un bacino di carenaggio per riparare la falla nello scafo. I lavori furono completati per il 16 giugno. Durante la battaglia utilizzò 63 proietti di grosso calibro, e 61 da 15 cm.

### Ultime operazioni
Dopo la battaglia dello Jutland, l'ammiraglio Scheer concluse che la flotta tedesca non poteva rompere l'embargo imposto dalla flotta britannica, e che, solo la ripresa della lotta sottomarina indiscriminata avrebbe potuto avere successo. Di conseguenza, la Hochseeflotte rimase quasi sempre in porto, con l'eccezione di due fallite sortite condotte nell'agosto ed nell'ottobre del 1916. Nell'aprile 1917, l'Helgoland, uscendo dagli ormeggi, speronò accidentalmente il nuovo incrociatore da battaglia SMS Hindenburg, che era in fase di allestimento. Nell'ottobre 1917 l'Helgoland, insieme al SMS Oldenburg, fu inviata ad Amrum per scortare gli incrociatori leggeri SMS Brummer e SMS Bremse, che rientravano da un raid contro un convoglio britannico verso la Norvegia. Il 27 novembre attraversò il canale Kaiser Wilhelm verso il Mar Baltico, ma non prese parte all'invasione delle isole nel Golfo di Riga. Nell'aprile del 1918, fu tentata l'ultima sortita della flotta tedesca, ma fu interrotta per un'avaria dell'incrociatore da battaglia SMS Moltke che dovette essere rimorchiato in porto.

### L'ammutinamento di Kiel
L'Helgoland avrebbero dovuto partecipare all'ultima sortita della Hochseeflotte programmata per il 29 ottobre 1918 pochi giorni prima dell'armistizio. La maggior parte della flotta tedesca avrebbe dovuto uscire dal porto di Wilhelmshaven per affrontare la Grand Fleet; Scheer diventato il comandante in capo della flotta (Großadmiral) voleva infliggere il maggior danno possibile alla Royal Navy, per ottenere migliori condizioni armistiziali, al prezzo di gravi perdite. Tuttavia, molti dei marinai, stanchi della guerra, ritenevano che l'operazione avrebbe impedito il processo di pace e prolungato la guerra. La mattina del 29 ottobre 1918, fu dato l'ordine di salpare il giorno seguente da Wilhelmshaven. A partire da quella stessa notte i marinai sulla SMS Thüringen e poi su molte altre navi si ammutinarono. La mattina del 31, l'equipaggio dell'Helgoland, che era ormeggiata dietro la Thüringen, si unì alla rivolta. Il comandante del I. Geschwader mandò delle lance a prelevare gli ufficiali dall'Helgoland e dalla Thüringen che vennero lasciati andare illesi. In seguito avvertì gli equipaggi ammutinati che se non si fossero arresi le due navi sarebbero state silurate ed affondate. Dopo che due torpediniere furono fatte giungere presso le navi, entrambi gli equipaggi si arresero; Gli equipaggi furono fatti sbarcare ed imprigionati. La rivolta si diffuse nel porto; il 3 novembre, circa 20.000 marinai, operai dei cantieri e cittadini combatterono nelle strade di Kiel per liberare i marinai imprigionati. Il 5 novembre, la bandiera rossa sventolava su tutte le navi del porto, a parte la SMS König. Il giorno successivo, il consiglio dei marinai prese il controllo della base navale, ed il treno che deportava gli ammutinati dell'Helgoland e della Thüringen fu bloccato a Cuxhaven, e gli uomini furono fatti fuggire.

### Dopoguerra
Per i termini del Trattato di Versailles, tutte le quattro navi della classe Helgoland erano destinate a essere disarmate e confiscate dagli Alleati in sostituzione di quelle affondate durante il affondamento della Hochseeflotte a Scapa Flow. Tra il 21–22 novembre 1918, l'Helgoland si diresse verso Harwich per recuperare gli equipaggi degli U-boat tedeschi che si erano arresi alle forze britanniche. Fu radiata dal servizio il 16 dicembre 1918. L'Helgoland e le sue pari classe furono cancellate dai registri della marina tedesca il 5 novembre 1919. L'Helgoland fu formalmente ceduta alla Gran Bretagna il 5 agosto 1920. Fu demolita presso Morecambe; i lavori iniziarono il 3 marzo 1921. Lo stemma della Helgoland è conservato presso il museo storico del Bundeswehr a Dresda.

### Riferimenti
1. 1 2 3  Gröner, p. 24.
2. ↑  Sturton, p. 31.
3. ↑  Herwig, p. 31.
4. 1 2 3  Gröner, p. 25.
5. ↑  Gardiner & Gray, p. 146.
6. 1 2 3 4 5  Staff (Battleships), p. 42.
7. ↑  United States Naval Institute, p. 757.
8. ↑  Stumpf, pp. 17-18.
9. ↑  Stumpf, pp. 18-19.
10. ↑  Stumpf, pp. 18-20.
11. ↑  Stumpf, p. 22.
12. ↑  Stumpf, pp. 22-23.
13. 1 2  Tarrant, p. 286.
14. ↑  Stumpf, p. 29.
15. ↑  Stumpf, p. 30.
16. ↑  Stumpf, p. 32.
17. ↑  Osborne, p. 46.
18. ↑  Stumpf, p. 38.
19. ↑  Stumpf, pp. 40-41.
20. ↑  Stumpf, p. 42.
21. ↑  Stumpf, p. 44.
22. ↑  Stumpf, p. 46.
23. ↑  Tarrant, p. 31.
24. ↑  Tarrant, p. 32
25. ↑  Tarrant, p. 32.
26. ↑  Tarrant, p. 33.
27. ↑  Stumpf, pp. 58-59.
28. ↑  Stumpf, p. 63.
29. ↑  Stumpf, p. 67.
30. ↑  Stumpf, pp. 70-71.
31. ↑  Stumpf, p. 72.
32. ↑  Stumpf, p. 74.
33. ↑  Halpern, p. 196.
34. ↑  Halpern, pp. 197-198.
35. ↑  Scheer, p. 137.
36. ↑  Campbell, p. 101.
37. ↑  Tarrant, pp. 142-143.
38. ↑  Campbell, p. 245.
39. ↑  Campbell, p. 246.
40. ↑  Tarrant, pp. 173, 175.
41. ↑  Campbell, pp. 275-276.
42. ↑  Tarrant, p. 222.
43. ↑  Tarrant, p. 223.
44. ↑  Campbell, p. 289.
45. ↑  Campbell, pp. 290-291.
46. ↑  Tarrant, p. 224.
47. ↑  Tarrant, p. 263.
48. ↑  Campbell, p. 336.
49. ↑  Campbell, p. 348.
50. ↑  Campbell, p. 359.
51. ↑  Halpern, pp. 330-332.
52. ↑  Staff (Battlecruisers), p. 17.
53. ↑  Tarrant, pp. 280-281.
54. ↑  Tarrant, pp. 281-282.
55. ↑  New York Times Co., p. 440.
56. 1 2  Schwartz, p. 48.
57. ↑  Trattato di Versailles parte V, articolo 185.
58. ↑  Hore, p. 68.
59. ↑  Miller, p. 101.